# Roppolo
Roppolo é uma comuna italiana da região do Piemonte, província de Biella, com cerca de 854 habitantes. Estende-se por uma área de 8,7 km², tendo uma densidade populacional de 107 hab/km². Faz fronteira com Alice Castello (VC), Cavaglià, Cerrione, Dorzano, Salussola, Viverone, Zimone.

## Demografia
| Variação demográfica do município entre 1861 e 2011                               |
|                                                                                   |
| Fonte: Istituto Nazionale di Statistica (ISTAT) - Elaboração gráfica da Wikipedia |